# Terhathum (huyện)
Terhathum (tiếng Nepal:तेरथुम) là một huyện thuộc khu Kosi, vùng Đông Nepal, Nepal. Huyện này có diện tích 679 km², dân số thời điểm năm 2011 là 101577 người.

## Dân số
Biến động dân số giai đoạn 1952-2001:
| Năm    | 1952   | 1961   | 1971   | 1981  | 1991   | 2001   | 2011   |
| ------ | ------ | ------ | ------ | ----- | ------ | ------ | ------ |
| Dân số | 375246 | 422952 | 119307 | 92454 | 102870 | 113111 | 101577 |